# Schrankia nouankaoa
Schrankia nouankaoa är en fjärilsart som beskrevs av Holloway 1977. Schrankia nouankaoa ingår i släktet Schrankia och familjen nattflyn. Inga underarter finns listade.